# Янович, Ежи
Е́жи Яно́вич (пол. Jerzy Janowicz; родился 13 ноября 1990 года в Лодзи, Польша) — польский профессиональный теннисист; полуфиналист одного турнира Большого шлема в одиночном разряде (Уимблдон-2013); обладатель Кубка Хопмана (2015) в составе национальной сборной Польши; финалист двух юниорских турниров Большого шлема в одиночном разряде (Открытый чемпионат США-2007, Открытый чемпионат Франции-2008); бывшая пятая ракетка мира в юниорском рейтинге.

## Общая информация
Ежи — сын бывших профессиональных волейболистов Анны и Георга Яновичей.
В пять лет, при содействии отца, Ежи впервые пришёл на теннисный корт.
Поляк имеет очень сильную подачу — он способен регулярно вводить мяч в игру со скоростью за 200 км/ч (его личный рекорд — 242 км/ч — занимает седьмое место в современной книге рекордов мужского тенниса). Другой особенностью игры Яновича является частое использование укороченных ударов. Его любимое покрытие — хард. Для своих размеров поляк обладает неплохой скоростью передвижения по корту.
Ежи известен взрывным характером: в ходе матча он способен длительно время спорить с судьями, отстаивая своё мнение по тому или иному решению о попадании мяча в корт.

## Спортивная карьера
Начало карьеры

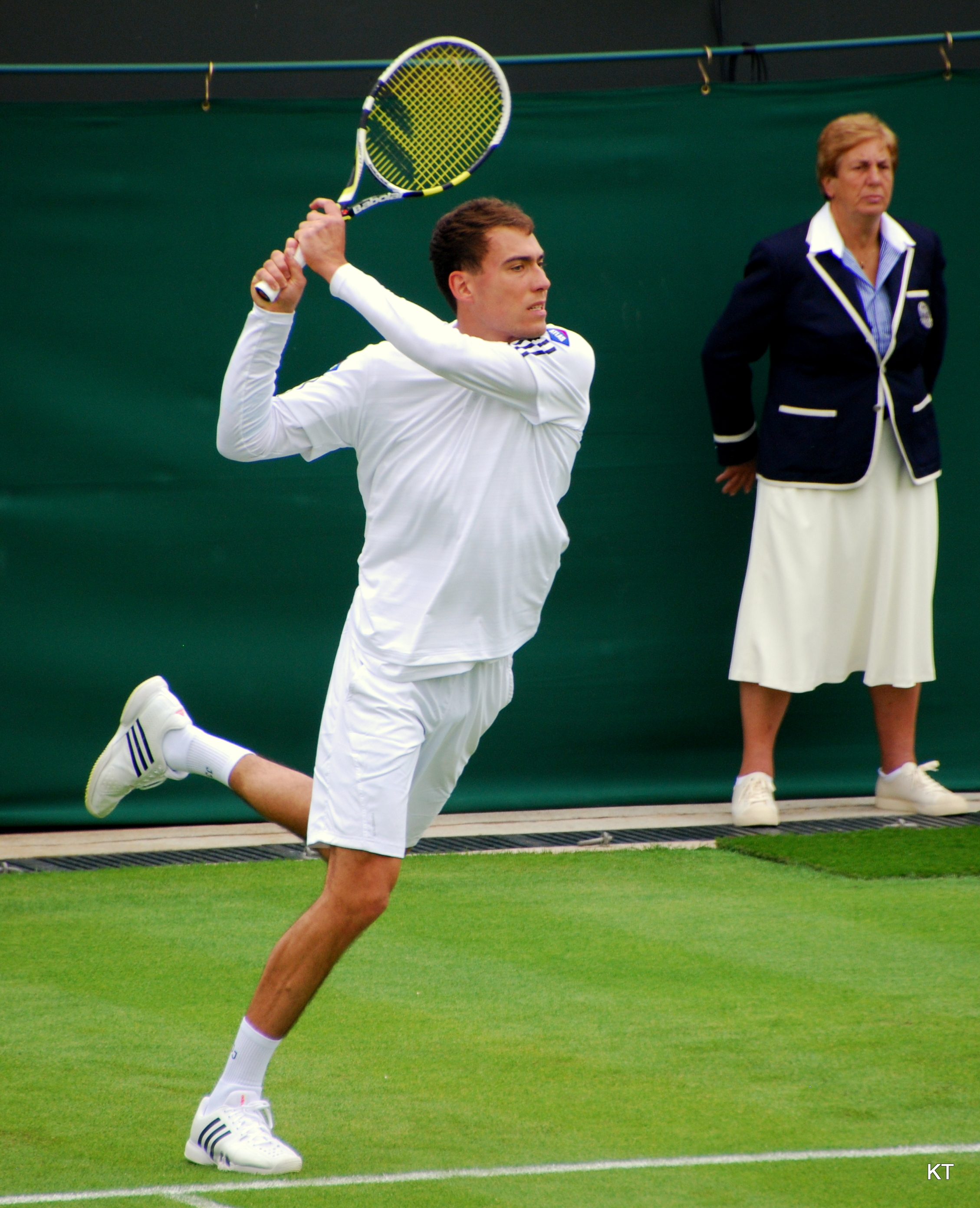
Янович на Уимблдонском турнире 2013 года

Постепенно прогрессируя поляк проходит через соревнования всех возрастов, пока в 2005 году не дебютирует в соревнованиях старших юниоров. За год Ежи постепенно набирается опыта на этом уровне и в ноябре 2006 года выигрывает первый титул (G4 в Саудовской Аравии). Сравнительно быстро поляк переходит от успехов на мелких турнирах к победам над лучшими сверстниками на наиболее статусных соревнованиях юниорского тура: летом 2007 года он доходит до двух финалов немецких турниров G1 (сначала в паре, а затем в одиночном разряде), а следом дебютирует на турнире Большого шлема (попытка пройти квалификацию на Уимблдоне оказалась неудачной).
Первая неудача никак не повлияла на поляка и уже осенью — на US Open — Ежи добрался до финала, проиграв лишь Ричардасу Беранкису. В конце года Янович ещё раз добрался до решающей стадии крупного юниорского турнира, выйдя в полуфинал Orange Bowl. переиграв Райана Харрисона, но уступив Григору Димитрову. Все эти результаты позволили поляку к началу следующего сезона взобраться на пятую строчку юниорской классификации. В 2008 году Ежи ещё несколько раз пытался выиграть титул на юниорских турнирах Большого шлема, но лишь раз смог добраться до финального матча (на Roland Garros его переиграл тайваньский китаец Ян Цзунхуа). После поражения во втором круге Уимблдона Янович официально завершил выступления в юниорских турнирах.
Первые годы взрослой карьеры
С 2007 года поляк постепенно стал играть и соревнования профессионального тура. Достаточно быстро ему удалось выиграть свой первый титул: в марте 2008 года ему покорился зальный турнир серии ITF Futures в Вадуце; благодаря чему Ежи впервые получил место в одиночном рейтинге. До конца того сезона Янович стабильно доходит до решающих стадий на подобных соревнованиях, а также удачно пробует себя на турнирах более престижной серии ATP Challenger: на домашнем турнире в Щецине он обыгрывает нескольких опытных соперников, добираясь до полуфинала. Стабильные результаты позволяют ему к концу года подняться в середину четвёртой сотни. Параллельно Ежи периодически играет парные турниры: в этом же 2008 году, при поддержке соотечественника Матеуша Ковальчика удаётся выиграть первый парный «фьючерс».
В 2009 году, за счёт нескольких успехов на «челленджерах», Янович поднимается в третью сотню рейтинга, а благодаря хорошим отношениям с USTA получает несколько спец.приглашений на североамериканские турниры основного тура ATP: в Вашингтоне он получает место в основе и три сета борется в первом круге с французом Марком Жикелем, а на US Open ему предоставляется право сыграть квалификацию: здесь Ежи останавливается в шаге от основы, уступив индийцу Сомдеву Девварману. До конца года поляк пробует играть исключительно турниры ATP, но лишь несколько раз проходит отборочные турниры и вновь проваливается в четвёртую сотню рейтинга.
Чтобы остановить падение в рейтинге и вернуть уверенность в своих силах в начале 2010 года поляк вновь возвращается на турниры серии ITF Futures. Несколько финалов позволяют вновь уверенно закрепится на грани второй и третьей сотни. С началом европейского грунтового сезона вновь начинаются попытки добиться результатов на «челленджерах»: летом Янович несколько раз доходит до четвертьфинальной стадии, а осенью выигрывает свой первый титул: переиграв в финальном матче за кубок в Сен-Реми-де-Прованс француза Эдуара Роже-Васслена. Данный успех позволил поляку впервые подняться в Top200. В конце года Ежи ещё раз сыграл в финале подобных соревнований, добравшись до титульного матча на соревнованиях в Зальцбурге.
2011-12
В 2011 году поляк пытается развить свои прошлогодние: всё чаще он доходит до решающих стадий на турнирах серии «челленджер», регулярно играет в квалификациях турниров Большого шлема. Однако качественно улучшить свои результаты не удаётся, а к осени, когда приходится подтверждать крупные завоевания прошлого года поляк и вовсе впадает в игровой кризис и падает в третью сотню рейтинга.
Перед сезоном 2012 года команда поляка учла ошибки в подготовке и помогла ещё вернуться к лучшим результатам: в начале года он дважды играет в финалах (сначала турнира серии «фьючерс», а затем — «челленджер»). Стабилизировав результаты поляк к весне входит в Top-200, а к лету, выиграв «челленджер» в Риме повторяет свои лучшие рейтинговые позиции. В июне Янович наконец пробивается в основу взрослого турнира Большого шлема, не отдав в квалификации Уимблдона соперникам ни сета. На волне этого успеха поляк выигрывает несколько длительных матчей и выходит в третий круг основы, где лишь в пяти сетах уступает Флориану Майеру. До US Open Ежи сыграл серию грунтовых турниров в Европе, записав на свой счёт ещё два титула на «челленджерах». Месячный отрезок турниров Северной Америке приносит пару поражений в квалификациях местных турниров ATP 1000, а также дебютный турнир Большого шлема сразу, где не пришлось играть отборочные соревнования.
Осенью Янович возвращается на турниры в Европе: после ещё нескольких четвертьфиналов «челленджеров» он обретает достаточную уверенность, чтобы быть более конкурентоспособным и на соревнованиях основного тура ATP: сначала поляк выходит в четвертьфинал турнира в Москве. а затем поражает многих обозревателей на парижском соревновании серии ATP 1000: Янович последовательно выигрывает сначала все матчи квалификации, а затем начинает выбивать одного за другим соперников в основной сетке: последовательно пройдя Филиппа Кольшрайбера, Марина Чилича, Энди Маррея (тогдашняя третья ракетка мира и действующий победитель US Open), Янко Типсаревича и Жиля Симона он пробился в финал, где его смог остановить Давид Феррер. Последняя победная серия подняла поляка в Top30 одиночного рейтинга. Небезуспешен был 2012 год и в парном разряде: Ежи выиграл два своих первых титула на соревнованиях категории «челленджер».
2013-15
В 2013 году Янович постепенно закрепляется на новом уровне — регулярные игры с сильнейшими теннисистами мира поначалу даются с некоторым трудом, но постепенно результаты растут: имя Ежи всё чаще мелькает в СМИ в связи с его победами. В марте поляк выходит в финал турнира серии в Индиан-Уэллсе в паре с филиппинцем Третом Конрадом Хьюи, уступая лишь братьям Брайанам; в мае Янович добирается до четвертьфинала одиночного турнира другого соревнования Masters — в Риме, переиграв Жо-Вильфрида Тсонгу и Ришара Гаске. Пару недель спустя Ежи и его соотечественник Томаш Беднарек выходят в четвертьфинал парного соревнования Roland Garros, выбив из турнира сильную индийскую пару Рохан Бопанна / Махеш Бхупати. Последующий травяной сезон принёс ещё один значимый успех — воспользовавшись многочисленными неудачами лидеров посева Ежи пробился в полуфинал на Уимблдоне, уступив лишь будущему чемпиону Энди Маррею. Летний отрезок турниров прошёл без особых успехов, а к US Open появились проблемы со здоровьем — сначала поляка беспокоили боли в спине, а поздней осенью — боли в ноге. Решая эти проблемы Янович был вынужден несколько раз отказаться от игр за польскую сборную в официальных турнирах ITF, где ослабленная европейская команда не смогла ни выйти в мировую группу Кубка Дэвиса, ни выиграть Кубок Хопмана.
В начале 2014 года проблемы постепенно стали отступать и Ежи стал понемногу возвращаться к своей лучшей форме, выдав в январе-феврале серию из трёх турниров, где он пробивался минимум в третий раунд. Следом вновь последовал локальный кризис результатов, из которого Янович выбрался лишь на Roland Garros, когда пробившись в третий раунд одержал за один турнир столько же побед, сколько за семь предыдущих турниров. Через несколько недель на Уимблдоне поляк вновь пробился в эту стадию, но к пику формы удалось выйти лишь в августе-сентябре, когда Ежи дошёл до третьих раундов в Цинциннати и Меце, а также сыграл в финале в Уинстон-Сейлеме. Старт следующего — 2015 года — принёс выигрыш Кубка Хопмана, где в финале поляки переиграли сборную США с Сереной Уильямс и Джоном Изнером, а также выход в третий круг на австралийском турнире Большого шлема и финал на соревновании в Монпелье, где в финале Яновичу помешала простуда.
Сборная и национальные турниры
Уже в 18 лет Ежи дебютировал в национальной команде в Кубке Дэвиса: в матче за право остаться в высшей группе регионального турнира поляки нанесли выездной поражение белорусам, а Янович одержал свою первую победу в данном соревновании, переиграв многоопытного Максима Мирного. В дальнейшем тренерской состав сборной ежегодно привлекал Ежи хотя бы на один матч, предоставляя ему возможность сыграть в одиночных играх. Поляки в это время балансируют на грани первой и второй групп региональной зоны.
В 2015 году Янович получил возможность сыграть и в ещё одном командном соревновании под эгидой федерации: Кубке Хопмана. Вместе с Агнешкой Радваньской он сначала пробился в финал, а затем и завоевал общий титул, преодолев сопротивление двух главных соперников — британской и американской команд — в решающих матчах в смешанном парном разряде, до этого уступая свои одиночные встречи Энди Маррею и Джону Изнеру соответственно.

## Рейтинг на конец года
| Год  | Одиночный рейтинг | Парный рейтинг |
| 2015 | 57                |                |
| 2014 | 43                |                |
| 2013 | 21                | 52             |
| 2012 | 26                | 268            |
| 2011 | 221               | 796            |
| 2010 | 161               |                |
| 2009 | 319               | 868            |
| 2008 | 339               | 736            |
| 2007 | 1 479             |                |

## Выступления на турнирах

### Финалы турнировATPв одиночном разряде (3)

#### Поражения (3)
| Легенда                    |
| -------------------------- |
| Турниры Большого шлема (0) |
| Финал АТР-тура (0)         |
| ATP Мастерс 1000 (0)       |
| АТР 500 (0)                |
| АТР 250 (0)                |

| Титулы по покрытиям | Титулы по месту проведения матчей турнира |
| ------------------- | ----------------------------------------- |
| Хард (0)            | Зал (0)                                   |
| Грунт (0)           | Зал (0)                                   |
| Трава (0)           | Открытый воздух (0)                       |
| Ковёр (0)           | Открытый воздух (0)                       |

| №  | Дата            | Турнир              | Покрытие | Соперник в финале | Счёт           |
| 1. | 4 ноября 2012   | Париж, Франция      | Хард(i)  | Давид Феррер      | 3-6 4-6        |
| 2. | 23 августа 2014 | Уинстон-Сейлем, США | Хард     | Лукаш Росол       | 6-3 6-7(3) 5-7 |
| 3. | 8 февраля 2015  | Монпелье, Франция   | Хард(i)  | Ришар Гаске       | 0-3 — отказ    |

### Финалы челленджеров и фьючерсов в одиночном разряде (20)

#### Победы (12)
| Условные обозначения |
| Челленджеры (5+2)    |
| Фьючерсы (7+2)       |

| Титулы по покрытиям | Титулы по месту проведения матчей турнира |
| ------------------- | ----------------------------------------- |
| Хард (3+1)          | Зал (3+1)                                 |
| Грунт (8+3)         | Зал (3+1)                                 |
| Трава (0)           | Открытый воздух (9+3)                     |
| Ковёр (1)           | Открытый воздух (9+3)                     |

| №   | Дата             | Турнир                       | Покрытие | Соперник в финале      | Счёт              |
| 1.  | 16 марта 2008    | Вадуц, Лихтенштейн           | Ковёр(i) | Андреа Стоппини        | 7-6(4) 6-4        |
| 2.  | 24 августа 2008  | Ольштын, Польша              | Грунт    | Марцин Гаврон          | 6-4 6-2           |
| 3.  | 7 сентября 2008  | Вроцлав, Польша              | Грунт    | Марцин Гаврон          | 7-6(3) 6-2        |
| 4.  | 17 мая 2009      | Мост, Чехия                  | Грунт    | Михал Табара           | 6-4 2-6 7-6(3)    |
| 5.  | 28 февраля 2010  | Баку, Азербайджан            | Хард(i)  | Михаил Ледовских       | 6-4 7-6(6)        |
| 6.  | 6 июня 2010      | Кошалин, Польша              | Грунт    | Адриан Гарсия          | 6-7(2) 6-3 6-3    |
| 7.  | 12 сентября 2010 | Сен-Реми-де-Прованс, Франция | Хард     | Эдуар Роже-Васслен     | 3-6 7-6(8) 7-6(6) |
| 8.  | 16 октября 2010  | Минск, Беларусь              | Хард(i)  | Александр Бурый        | 7-6(6) 6-3        |
| 9.  | 12 мая 2012      | Рим, Италия                  | Грунт    | Жиль Мюллер            | 7-6(3) 6-3        |
| 10. | 15 июля 2012     | Схевенинген, Нидерланды      | Грунт    | Матве Мидделкоп        | 6-2 6-2           |
| 11. | 22 июля 2012     | Познань, Польша              | Грунт    | Жонатан Даньер де Вежи | 6-3 6-3           |
| 12. | 11 сентября 2016 | Сеговия, Испания             | Грунт    | Николас Альмагро       | 7-6(5) 6-4        |

#### Поражения (8)
| №  | Дата            | Турнир                 | Покрытие | Соперник в финале | Счёт              |
| 1. | 10 мая 2009     | Теплице, Чехия         | Грунт    | Михал Табара      | 3-6 2-6           |
| 2. | 13 июня 2010    | Гливице, Польша        | Грунт    | Душан Лойда       | 6-7(7) 6-7(6)     |
| 3. | 23 октября 2010 | Минск, Беларусь        | Хард(i)  | Сергей Бетов      | 6-4 6-7(6) 6-7(3) |
| 4. | 21 ноября 2010  | Зальцбург, Австрия     | Хард(i)  | Конор Ниланд      | 6-7(5) 7-6(2) 3-6 |
| 5. | 24 июля 2011    | Познань, Польша        | Грунт    | Руй Машаду        | 3-6 3-6           |
| 6. | 28 января 2012  | Виррал, Великобритания | Хард(i)  | Янник Мертенс     | 6-7(5) 6-2 2-6    |
| 7. | 26 февраля 2012 | Вольфсбург, Германия   | Ковёр(i) | Игорь Сейслинг    | 6-4 3-6 6-7(9)    |
| 8. | 4 октября 2015  | Орлеан, Франция        | Хард(i)  | Ян-Леннард Штруфф | 7-5 4-6 3-6       |

### Финалы турнировATPв парном разряде (1)

#### Поражения (1)
| №  | Дата          | Турнир            | Покрытие | Партнёр          | Соперники в финале     | Счёт           |
| 1. | 16 марта 2013 | Индиан-Уэллс, США | Хард     | Трет Конрад Хьюи | Боб Брайан Майк Брайан | 3-6 6-3 [6-10] |

### Финалы челленджеров и фьючерсов в парном разряде (4)

#### Победы (4)
| №  | Дата            | Турнир           | Покрытие | Партнёр          | Соперники в финале                | Счёт           |
| 1. | 24 августа 2008 | Ольштын, Польша  | Грунт    | Матеуш Ковальчик | Анджей Грусецкий Андрей Капас     | 6-1 6-4        |
| 2. | 24 мая 2009     | Катовице, Польша | Грунт    | Матеуш Ковальчик | Денис Мацукевич Валерий Руднев    | 6-3 6-3        |
| 3. | 6 мая 2012      | Тунис, Тунис     | Грунт    | Юрген Цопп       | Николас Монро Симон Штадлер       | 7-6(1) 6-3     |
| 4. | 7 октября 2012  | Монс, Бельгия    | Хард(i)  | Томаш Беднарек   | Микаэль Льодра Эдуар Роже-Васслен | 7-5 4-6 [10-2] |

### Финалы командных турниров (1)

#### Победы (1)
| №  | Год  | Турнир        | Команда                          | Соперник в финале          | Счёт |
| 1. | 2015 | Кубок Хопмана | Польша · А.Радваньская, Е.Янович | США · С.Уильямс, Дж. Изнер | 2-1  |